# Сосновая Роща (Краснодарский край)
Сосно́вая Ро́ща — посёлок в Абинском районе Краснодарского края России. Входит в состав Холмского сельского поселения.

## География
Расположен в южной части Приазово-Кубанской равнины, в южно-предгорной зоне, в верховьях реки Хабль в 14 км на юг от административного центра поселения станицы Холмской.
Уличная сеть
- ул. Новосадовая
- пер. Новосадовый
- ул. Озёрная
- пер. Озерный
- пер. Сосновый[4].

## История
Согласно Закону Краснодарского края от 5 мая 2004 года N № 700-КЗ населённый пункт вошёл в образованное муниципальное образование Холмское сельское поселение.

## Население
| 2002 | 2010 |
| ---- | ---- |
| 38   | ↘16  |